# KNX

KNX-Logo

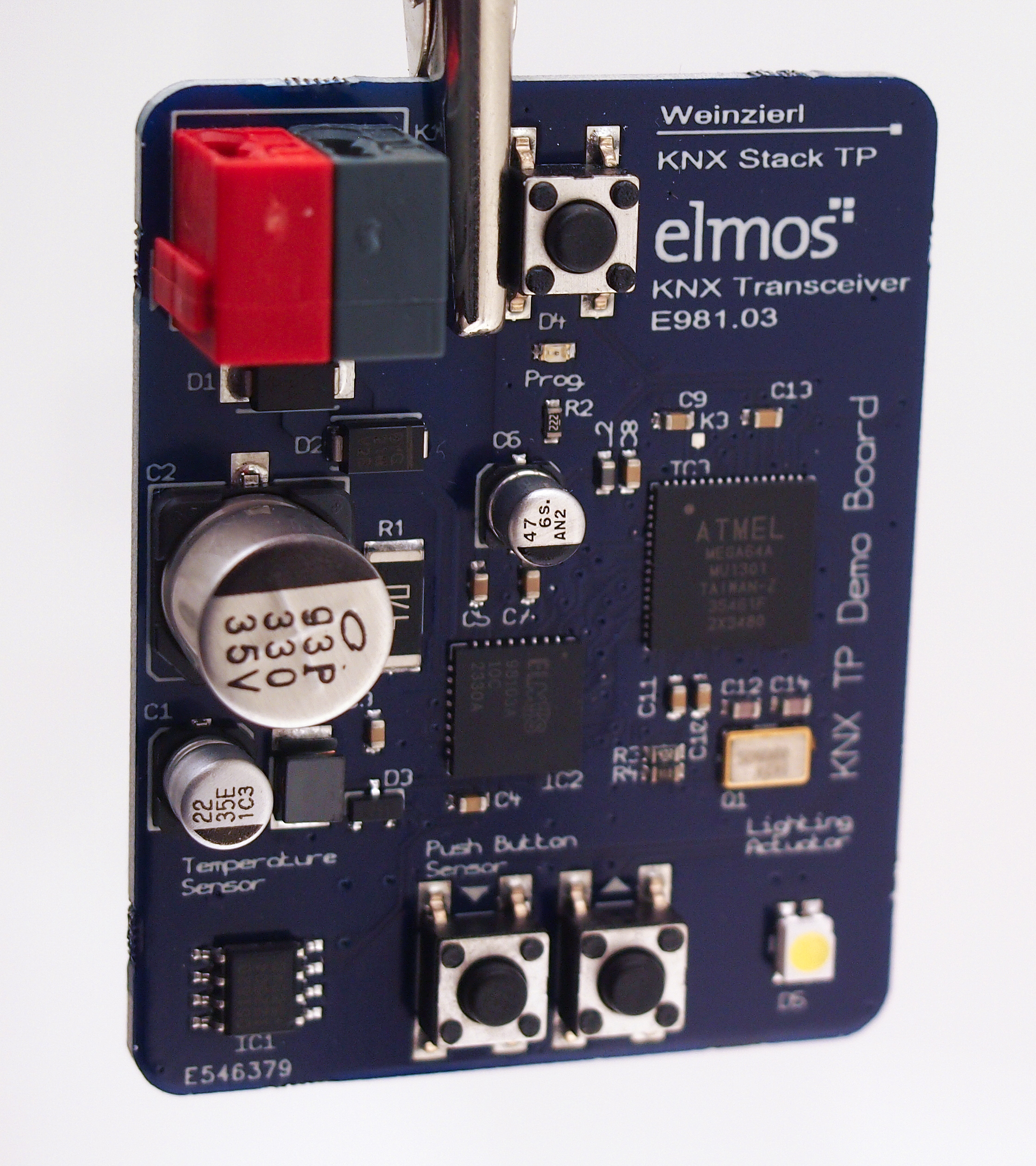
KNX-Transceiver-Board by Elmos

Em redes de computadores, KNX é um padrão de protocolos de comunicação baseado no Modelo OSI.
Para a transferência de dados de controlo a todos os componentes de um edifício, é necessário um sistema que comunique na mesma linguagem com todos eles evitando que algum fique isolado. Em suma, um sistema como o fabricante e aplicação de domínios de barramentos independentes, KNX.
Esta norma baseia-se em mais de 15 anos de experiência no mercado, entre outros, com os antecessores do sistema KNX: o EIB, EHS e BatiBUS. Através do KNX ao qual todos os dispositivos de barramento estão ligados (cabo entrançado, rádiofrequência, rede eléctrica ou IP/Ethernet), eles conseguem trocar informação.
Dispositivos de barramento podem ser sensores ou actuadores necessários para o controlo dos dispositivos de gestão do edifício tais como: lâmpadas, estores, sistemas de segurança, gestão de energia, aquecimento, sistemas de ar-condicionado e ventilação, sistemas de sinalização e controlo, sistemas de controlo do edifício, controlo remoto, contagem, controlo de aúdio/vídeo, produtos brancos, etc. Todas estas funções podem ser controlodas, vigiadas e sinalizadas através de sistema uniforme sem necessidade de centrais de controlo extra.
O KNX tem, hoje em dia no mercado mundial, mais de 300 fabricantes em 33 países que fabricam produtos para o protocolo KNX, que podem ser instalados numa mesma instalação garantindo-se a sua interoperacionalidade. Isto é, duma forma mais simplista, podemos colocar numa mesma instalação equipamentos de diferentes fabricantes a comunicar entre si para um mesmo objectivo. Isto para o dono dum edifício ou duma residência, para um gestor de manutenção, dá-lhe uma garantia de continuidade de soluções para a sua instalação e de grande flexibilidade. Garante ainda a possibilidade de poder negociar com diferentes fabricantes uma solução sem ficar dependente da continuidade dos sistemas ou da empresa fornecedora, ou seja, hoje na negociação do projecto, amanhã na exploração do edifício tem sempre hipótese de expandir a sua instalação, encontrar um substituto para qualquer equipamento que avaria, sem ficar dependente de nenhum fabricante.